# 超光战士
超光战士山齐里奥『超光戦士シャンゼリオン』（ちょうこうせんしシャンゼリオン）是1996年（平成8年）4月3日至12月25日在东京电视台毎週水曜18:00 - 18:30（JST）全39話放送（原52话，但收视率低迷被腰斩13集），東映制作的特摄剧、也是本作中主人公変身的英雄的名称。
台灣曾在中華電視公司頻道播出。香港由無線電視播出。

## 介绍
特務機關「S.A.I.D.O.C」為對抗從異次元來的侵略者黑暗族，所以研究出超光戰士来對抗。但黑暗族在「S.A.I.D.O.C」要把超光戰士變身的能量输入进總部時來襲，而能變成山齐里奥的水晶能量意外進入偵探涼村曉體內。涼村因此獲得了變成山齊裡奧的能力。